# Rouxinol-do-mato-castanho
Rouxinol-castanho ou rouxinol-do-mato-castanho (Tychaedon signata) é uma espécie de ave da família Muscicapidae.
Pode ser encontrada nos seguintes países: Moçambique, África do Sul e Essuatíni.
Os seus habitats naturais são: florestas secas tropicais ou subtropicais .